# Barriada Carolina
La Barriada Carolina es una Barriada ubicado en el distrito de Macaracas en la provincia panameña de Los Santos.